# Harald Schlegelmilch

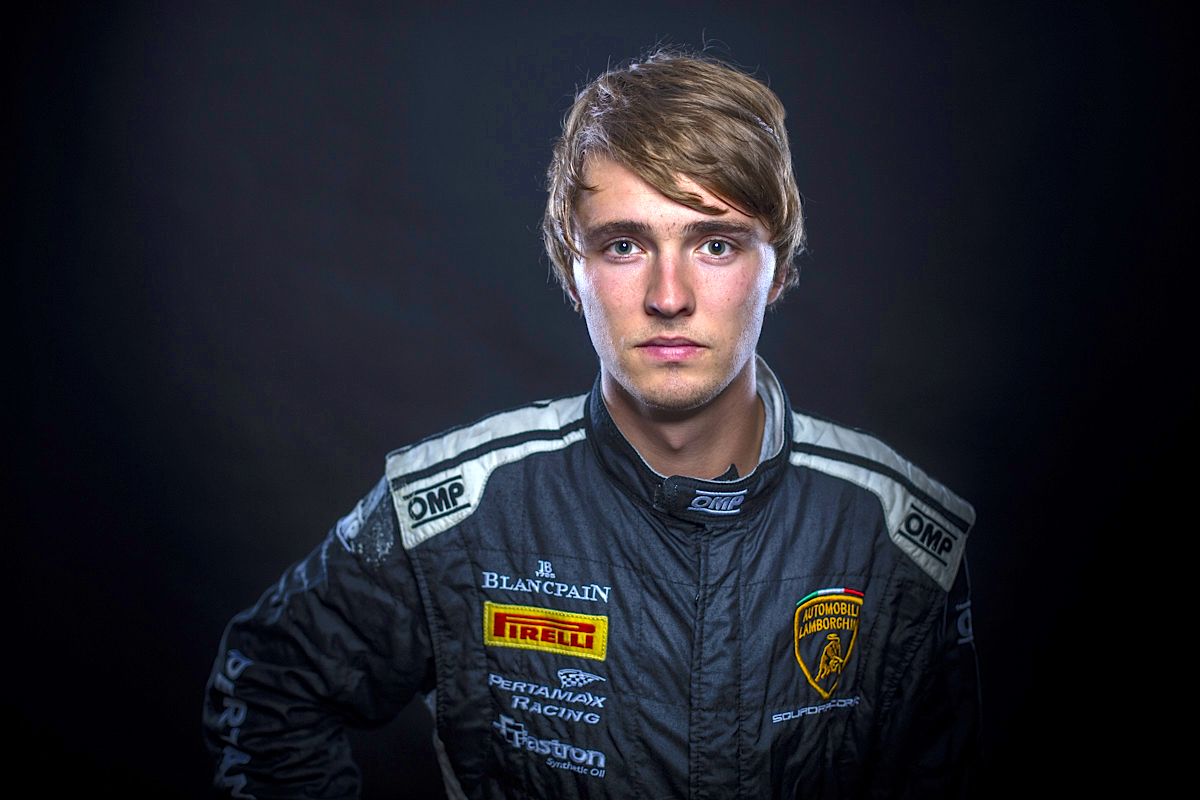
Harald Schlegelmilch (2015)

Harald Schlegelmilch (eigentlich: lettisch Haralds Šlēgelmilhs; * 6. Dezember 1987 in Riga) ist ein lettischer Automobilrennfahrer.

## Karriere
1997 begann Schlegelmilch seine Motorsportkarriere im Kartsport, in dem er bis 2003 aktiv war. 2003 debütierte er zudem im Formelsport. Mit einer Podest-Platzierung erreicht er den sechsten Rang in der Formel Baltic. 2004 gewann Schlegelmilch mit acht Siegen aus vierzehn Rennen den Gesamtsieg der Lista Formel Masters. Darüber hinaus trat er in der skandinavischen Formel Renault an und erreichte dort den fünften Meisterschaftsrang.
2005 wechselte Schlegelmilch in die deutsche Formel BMW zu AM-Holzer Rennsport. Er wurde mit einem Punkt 25. in der Fahrerwertung. Erfolgreicher war Schlegelmilch in der österreichischen Formel-3-Meisterschaft, wo er für HS Technik Motorsport startend den dritten Gesamtrang erreichte. Darüber hinaus nahm er für HS Technik Motorsport an vier Rennen der deutschen Formel 3 teil. 2006 blieb Schlegelmilch bei HS Technik Motorsport. Er wurde Dritter in der deutschen Formel 3 und gewann die serieninterne Trophy-Wertung, die als zweite Klasse der Serie fungierte. Darüber hinaus wurde er Meister der österreichischen Formel 3. 2007 wechselte Schlegelmilch in die Formel-3-Euroserie und startete ein weiteres Mal für HS Technik Motorsport. Er gewann ein Rennen und wurde 14. in der Gesamtwertung.
2008 startete Schlegelmilch für Trident Racing in der neugegründeten GP2-Asia-Serie. Mit einem fünften Platz als bestem Resultat erreichte er den 18. Platz im Gesamtklassement. Anschließend trat er 2008 für Trident Racing in der internationalen Formel Master. Dort wurde er mit einem Sieg Gesamtvierter. 2009 war Schlegelmilch ohne permanentes Renncockpit. Er begann die Saison mit Conquest Racing in der nordamerikanischen Atlantic Championship und trat dort zu einem Rennen an, das er auf dem vierten Platz beendete. Anschließend nahm er für Comtec Racing am ersten Rennwochenende der Formel Renault 3.5 teil. Darauf ging er für zwei verschiedene Teams an den ersten zwei Rennwochenenden der internationalen Formel-Master-Saison 2009 an den Start, verließ aber auch diese Serie nach den zwei Veranstaltungen. Schließlich kehrte er zur Jahresmitte in die deutsche Formel 3 zu HS Technik Motorsport zurück und erreichte mit drei Podest-Platzierungen den neunten Rang.
2010 war Schlegelmilch erneut ohne permanentes Cockpit. Er nahm für Konrad Motorsport an sechs Rennen des deutschen Porsche Carrera Cups teil und debütierte damit im GT-Sport. Nach einer einjährigen Pause trat Schlegelmilch 2012 zu einer Veranstaltung der FIA-Formel-2-Meisterschaft an. Dabei beendete er beide Rennen in den Punkterängen.
Nachdem Schlegelmilch 2013 in keiner Meisterschaft aktiv gewesen war, nahm er 2014 an einer Veranstaltung der ADAC GT Masters teil. Dabei erzielte er eine Podest-Platzierung. 2015 schloss sich Schlegelmilch ArtLine Engineering an. Er startet für den Rennstall in der Lamborghini Super Trofeo. Darüber hinaus war er in der Entwicklung des Formel-3-Chassis ArtTech P315 involviert, dessen Debüteinsatz in der europäischen Formel-3-Meisterschaft er als Gaststarter bestritt.

## Persönliches
Schlegelmilch ist nicht verwandt mit dem deutschen Fotoreporter Rainer W. Schlegelmilch, der die Formel 1 und andere Rennserien seit den 1960er-Jahren in Bildern festhält, sondern der Sohn von Vladislavs Šlēgelmilhs (auch Vladislav Schlegelmilch genannt), eines ehemaligen Renn- und Rallycross-Fahrers und heutigen Betreibers der Rennstreckenanlage Sporta Komplekss 333 in der lettischen Gemeinde Ropaži.

## Statistik

### Karrierestationen
| - 1997–2003: Kartsport - 2003: Formel Baltic (Platz 6) - 2004: Lista Formel Masters (Meister) - 2004: Skandinavische Formel Renault (Platz 5) - 2005: Deutsche Formel BMW (Platz 25) - 2005: Österreichische Formel 3 (Platz 3) - 2005: Deutsche Formel 3 | - 2006: Deutsche Formel 3 (Platz 3) - 2006: Österreichische Formel 3 (Meister) - 2007: Formel-3-Euroserie (Platz 14) - 2008: GP2-Asia-Serie (Platz 18) - 2008: Internationale Formel Master (Platz 4) - 2009: Deutsche Formel 3 (Platz 9) - 2009: Internationale Formel Master (Platz 16) | - 2009: Formel Renault 3.5 (Platz 37) - 2009: Atlantic Championship (Platz 13) - 2010: Deutscher Porsche Carrera Cups (Platz 17) - 2012: Formel 2 (Platz 13) - 2014: ADAC GT Masters (Platz 31) - 2015: Lamborghini Super Trofeo |

### Einzelergebnisse in der europäischen Formel-3-Meisterschaft
| Jahr | Team                | Motor | 1   | 2   | 3   | 4   | 5   | 6   | 7   | 8   | 9   | 10  | 11  | 12  | 13  | 14  | 15  | 16  | 17  | 18  | 19  | 20  | 21  | 22  | 23  | 24  | 25  | 26  | 27  | 28  | 29  | 30  | 31  | 32  | 33  | Punkte | Rang |
| ---- | ------------------- | ----- | --- | --- | --- | --- | --- | --- | --- | --- | --- | --- | --- | --- | --- | --- | --- | --- | --- | --- | --- | --- | --- | --- | --- | --- | --- | --- | --- | --- | --- | --- | --- | --- | --- | ------ | ---- |
| 2015 | ArtLine Engineering | NBE   | SIL | SIL | SIL | HO1 | HO1 | HO1 | PAU | PAU | PAU | MNZ | MNZ | MNZ | SPA | SPA | SPA | NOR | NOR | NOR | ZAN | ZAN | ZAN | SPI | SPI | SPI | POR | POR | POR | NÜR | NÜR | NÜR | HO2 | HO2 | HO2 | 0      | –    |
| 2015 | ArtLine Engineering | NBE   |     |     |     |     |     |     |     |     |     |     |     |     |     |     |     |     |     |     |     |     |     |     |     |     |     |     |     | 32  | 27  | 23  | 28  | 22  | DNF | 0      | –    |

Anmerkungen
1. ↑  Gaststarter